# Gemeindepädagogik
Gemeindepädagogik bezeichnet das pädagogische Handeln innerhalb der christlichen resp. der evangelischen Kirchengemeinden und die diese Praxis reflektierende wissenschaftliche Theorie. (In der römisch-katholischen Kirche wird dafür hingegen nach wie vor der Begriff Gemeindekatechese genutzt.)
Gemeindepädagogik als Arbeitsbereich der Religionspädagogik hat zum Ziel, christliche bzw. theologische Inhalte und Wertvorstellungen im Alltag zu vermitteln. Die Arbeitsfelder der Gemeindepädagogik sind Kinder- und Jugendarbeit, Erwachsenenbildung und Arbeit mit Familien und Senioren, aber auch Seelsorge, karitative Tätigkeiten, Beratungsstellen sowie freizeit- und schulnahe Angebote. Gemeindepädagogik versteht sich dabei nicht als Ableitungshandeln der Theologie oder Pädagogik, sondern als eigenständiges kirchliches Theorie- und Praxisfeld.
Gemeindepädagoge ist eine Berufsbezeichnung für Menschen, die für diese Arbeitsfelder qualifiziert sind. Die Qualifikation zum Gemeindepädagogen / zur Gemeindepädagogin erlangt man
- durch ein Studium der Gemeindepädagogik, Religionspädagogik oder Kirchlichen Gemeindepraxis (unter diesem Namen nur an evangelischen Hochschulen), evtl. auch der Sozialpädagogik
- eine Ausbildung zum Diakon (zur Diakonin), oder
- durch Weiterqualifizierung nach entsprechender Tätigkeit und Anerkennung durch die jeweilige Landeskirche bzw. den Bischof.

Gemeindepädagogen arbeiten in Kirchen- bzw. Pfarrgemeinden, Kirchenkreisen, Landeskirchen und Bistümern (z. B. Schulamt), karitativen Werken (Diakonie, Caritas, missio etc.), Schulen und Bildungseinrichtungen, oder selten auch freiberuflich.
Als Berufsbezeichnung wird „Gemeindepädagoge“ nur in der evangelischen Kirche verwendet. Ein erheblicher Teil der genannten Tätigkeiten in Pfarren und Betreuungseinrichtungen wird jedoch auch von ehrenamtlichen Mitarbeitern erbracht.
In den ostdeutschen evangelischen Landeskirchen EKBO, EKM, und ELLM gibt es zudem das Berufsbild der ordinierten Gemeindepädagogen. Nach zehn Semestern Studium an der Evangelischen Fachhochschule Berlin und einem Vikariat (zusammen mit Theologen) können Gemeindepädagogen in den kirchlichen Dienst ordiniert werden. Dort nehmen sie auch pfarramtliche Dienste wahr und dürfen die Kasualien verwalten.
Siehe auch:
- Jugendpastoral, freiwilliges soziales Jahr, Karitas, Seelsorge,
- Pastoralpsychologie, Pädagogische Hochschule, Lizenziat

## Liste der Einzelnachweise
1. ↑  Martina Blasberg-Kuhnke, Peter Bubmann: Gemeindepädagogik, Stichwort im WiReLex, online unter bibelwissenschaft.de.
2. ↑  Monika Scheidler: Katechese/Katechetik, Artikel von 2015 siehe 1, Abs. 4, online unter die-bibel.de